# Сьомий син (роман)
«Сьомий син» (англ. Seventh Son) — фентезійний та альтернативно-історичний роман американського письменника Орсона Скотта Карда. Перша книга з серії Карда «Казки про Елвіна Творця», яка розповідає про Елвіна Міллера, сьомого сина сьомого сина. «Сьомий син» став переможцем премії «Локус» та був номінований на премії «Г'юго» та Всесвітнього фентезі в 1988 році. Сьомі сини володіють потужними «хитрощами» (специфічні магічні здібності), а сьомі сини сьомих синів є надзвичайно рідкісними та могутніми. Насправді ж, молодий Елвін, схоже, єдиний такого роду в цілому світі. Його здібності роблять його мішенню для Винищувача, який класифікує сили Елвіна як сили творця — лише другий у своєму роді, минуло багато часу відтоді, коли перший з них пішов по воді й перетворив воду на вино. Невиробник працює переважно через воду, намагаючись вбити Елвіна в його ранні роки, перш ніж той зможе освоїти свої здібності.

## Сюжет
Сім'я Елвіна мігрує на захід. Коли вони намагаються перетнути річку Гетрек, невідома сила, знана як Винищувач, намагається запобігти народженню ще ненародженого Елвіна — оскільки Елвін був би сьомим сином сьомого сина, тому він мав неймовірні сили як Творець. Сила скидає дерево вниз по річці, щоб розбити вагончик, у якому їде вагітна пані Міллер. Її старший син Вігор затримує дерево, але у цій спробі отримує смертельне поранення. Оскільки сьомий син повинен бути народжений, допоки інші шість живі, Вігор відчайдушно чіпляється за життя, допоки не народиться Елвін. Допомога надається за наполяганням п'ятирічного «факела» (людини, яка, окрім усього іншого, може бачити життєві сили людей та, за певних умов, їх безліч альтернативних варіантів майбутнього) Пеггі Гестер, яка бачить майбутнього Елвіна та його можливе майбутнє як Творця.
Минають роки, Елвін уникає численних спроб невідомої сили, яка намагаються вбити його, часто за допомогою втручання таємничого захисника. Батько Елвіна, невіруючий у Бога, вважає, що водяний намагається вбити його сина. Коли Елвіну виповнилося сім років, до міста приїжджає новий преподобний отець, на ім'я Тровер, який намагається побудувати церкву. Батько Алвіна відмовляється допомогти, але пані Міллер разом з усіма своїми синами працюють на будівництві церкви. Коли під час будівництва дах кладеться на церкву, він тремтить та ламається, й, здавалося б, впаде на Елвіна. Однак у повітрі, він розпадається на два, й оминає Альвіна — ще один приклад того, що його переслідує смерть. Коли Елвін повертається додому, він дражнить одну зі своїх сестер штрикаючи її, тож вона мстить Елвіну, вводячи голки в його нічний халат. Елвін, своєю чергою, мстить їй, надсилаючи за сестрами тарганів. План спрацьовує, Елвін здобув перемогу над своїми сестрами. Однак згодом у нього трапляється видіння, в якому з'являється Сяюча людина та змушує Елвіна пообіцяти використовувати свої здібності суто для добра.
Коли Альвіну виповнилося десять років, в місто, яке заснували батьки Елвіна, прибуває «Проповідник» (Вільям Блейк). Зупинившись у будинку зятя Елвіна (який направляє Проповідника до будинку Міллера), він відвідує церкву, де зауважує, що вівтар торкнулася зла сутність. Святійший Тровер виганяє його, і «Проповідник» вирушає до будинку Міллера, де його своєчасне втручання зупиняє містера Міллера від вбивства Елвіна. Проповідник вітається. Гість повідомляє ім'я невідомої сили, яка намагається перешкодити Елвіну прийняти свої справжні сили як Творця: Руйнівник. Тим часом преподобний філадельфієць Тровер стає знаряддям Руйнівника — злою силою, яка торкнулася вівтаря.
Незабаром сім'я Міллера вирушає в кар'єр, щоб вирізати жорна. Тут проявляється одне зі здібностей Елвіна — він вирізає жорна з твердої скелі. Протягом ночі Проповідник та містер Міллер охороняють жорна. Містер Міллер розповідає Проповіднику історію про те, як сила намагається використовувати його для вбивства Елвіна. Проповідник радить містеру Міллеру відправити Елвіна кудись, де хлопець зможе бути в безпеці. Наступного дня жорна забирають додому. Руйнівнику зрештою вдається поранити Елвіна, кинувши на нього жорна. Проповідник спонукає його до зцілення. Альвін робить це, але виявляє, що частину своєї кістки він не може зцілити самостійно. Він розуміє, що для одужання може знадобитися стороння допомога. Святійший Тровер (виступаючи в ролі хірурга) намагається вбити хлопця, але виявляється заблокованим таємничою силою. Елвін виліковує себе (за допомогою брата Мосура, який виконує операцію). Елвін домовляється стати учнем коваля в містечку на річці Гатрак, де він народився.
Проповідник зустрічається з Пеггі. Виявлено, що вона, використовуючи свої сили факела та прихильність до народження Елвіна, захищала хлопця всі ці роки, й Руйнівник зміг нашкодити Елвіну тільки жорнами, оскільки сам Елвін перекрив її сили.
Продовження пригод Елвіна описано в другій книзі з серії, «Червоний пророк».